# Lokainensaari
Lokainensaari är en ö i Finland. Den ligger i sjön Venesjärvi och i kommunen Kankaanpää i den ekonomiska regionen  Norra Satakunta ekonomiska region  och landskapet Satakunta, i den sydvästra delen av landet, 230 km nordväst om huvudstaden Helsingfors. Öns area är 2,3 hektar och dess största längd är 280 meter i sydöst-nordvästlig riktning.